# Tiberiu Toró
Tiberiu Toró (n. 11 septembrie 1957, Timișoara) este un politician maghiar din România, deputat de Timiș din partea UDMR între 2000-2008. Conform biografiei sale oficiale, Tiberiu Toró a fost membru PCR în perioada 1978 - 1990. În cadrul activității sale parlamentare, în legislatura 2000-2004, Tiberiu Toró a fost membru în grupurile parlamentare de prietenie cu UNESCO și Iugoslavia iar în legislatura 2004-2008 a fost membru în grupurile parlamentare de prietenie cu UNESCO, Malaezia, Republica Kazahstan și Republica Slovenia.   
În anul 2011 a înființat Partidul Popular Maghiar din Transilvania.

## Originea
Tatăl său, Tibor Toró (fizician) (1931-2010), a fost profesor de fizică la Universitatea de Vest din Timișoara, membru al Academiei Maghiare de Științe, autor al manualului Neutrinul și rolul lui în fizică (1969).